# Baby (Yello)
Baby è il settimo album in studio del gruppo di musica elettronica svizzero Yello, pubblicato il 17 giugno 1991.

## Tracce
1. Homage to the Mountain – 0:35
2. Rubberbandman – 3:37
3. Jungle Bill – 6:12
4. Ocean Club – 3:29
5. Who's Gone? – 3:41
6. Capri Calling – 3:02
7. Drive/Driven – 4:16
8. On the Run – 4:39
9. Blender – 4:36
10. Sweet Thunder – 5:27